# Équipe de France de football à la Coupe du monde 1954
Cet article relate le parcours de l'Équipe de France de football lors de la Coupe du monde de football de 1954 organisée en Suisse du 16 juin au 4 juillet 1954.

## Effectif
| Numéro / Nom       | Numéro / Nom         | Club                  | Date de naissance | J.              | Buts            | Rouge           | J/R             | Jaune           |
| Gardiens de but    | Gardiens de but      | Gardiens de but       | Gardiens de but   | Gardiens de but | Gardiens de but | Gardiens de but | Gardiens de but | Gardiens de but |
| ------------------ | -------------------- | --------------------- | ----------------- | --------------- | --------------- | --------------- | --------------- | --------------- |
| -                  | Claude Abbes         | AS Saint-Étienne      | 24.05.1927        | 0               | 0               | -               | -               | -               |
| -                  | François Remetter    | FC Metz               | 08.08.1928        | 2               | 0               | -               | -               | -               |
| -                  | César Ruminski       | Lille OSC             | 13.06.1924        | 0               | 0               | -               | -               | -               |
| Défenseurs         |                      |                       |                   |                 |                 |                 |                 |                 |
| -                  | Guillaume Bieganski  | Lille OSC             | 03.11.1932        | 0               | 0               | -               | -               | -               |
| -                  | Lazare Gianessi      | AS Monaco             | 09.11.1925        | 2               | 0               | -               | -               | -               |
| -                  | Jacques Grimonpon    | Girondins de Bordeaux | 30.07.1925        | 0               | 0               | -               | -               | -               |
| -                  | Robert Jonquet       | Stade de Reims        | 03.05.1925        | 1               | 0               | -               | -               | -               |
| -                  | Raymond Kaelbel      | RC Strasbourg         | 31.01.1932        | 2               | 0               | -               | -               | -               |
| -                  | Roger Marche         | Stade de Reims        | 05.03.1924        | 1               | 0               | -               | -               | -               |
| Milieux de terrain |                      |                       |                   |                 |                 |                 |                 |                 |
| -                  | Antoine Cuissard     | OGC Nice              | 19.07.1934        | 0               | 0               | -               | -               | -               |
| -                  | Xercès Louis         | RC Lens               | 31.10.1926        | 0               | 0               | -               | -               | -               |
| -                  | Jean-Jacques Marcel  | FC Sochaux            | 13.06.1931        | 2               | 0               | -               | -               | -               |
| -                  | Abderrahman Mahjoub  | OGC Nice              | 25.04.1929        | 1               | 0               | -               | -               | -               |
| -                  | Armand Penverne      | Stade de Reims        | 26.11.1926        | 1               | 0               | -               | -               | -               |
| -                  | Abdelaziz Ben Tifour | ES Troyes AC          | 25.07.1927        | 1               | 0               | -               | -               | -               |
| Attaquants         |                      |                       |                   |                 |                 |                 |                 |                 |
| -                  | René Dereuddre       | Toulouse FC (1937)    | 22.06.1930        | 2               | 0               | -               | -               | -               |
| -                  | Léon Glovacki        | Stade de Reims        | 19.02.1928        | 1               | 0               | -               | -               | -               |
| -                  | Raymond Kopa         | Stade de Reims        | 13.10.1931        | 2               | 1               | -               | -               | -               |
| -                  | Michel Leblond       | Stade de Reims        | 10.05.1932        | 0               | 0               | -               | -               | -               |
| -                  | Ernest Schultz       | Olympique lyonnais    | 29.01.1931        | 0               | 0               | -               | -               | -               |
| -                  | André Strappe        | Lille OSC             | 23.02.1928        | 2               | 0               | -               | -               | -               |
| -                  | Jean Vincent         | Lille OSC             | 29.11.1930        | 2               | 1               | -               | -               | -               |
| Sélectionneur      |                      |                       |                   |                 |                 |                 |                 |                 |
|                    | Gaston Barreau       |                       | 07.12.1883        |                 |                 |                 |                 |                 |
| Entraîneur         |                      |                       |                   |                 |                 |                 |                 |                 |
|                    | Pierre Pibarot       |                       |                   |                 |                 |                 |                 |                 |

## Qualification
La France est placée dans le groupe 4 avec l'Irlande et le Luxembourg.
| Date              | Ville      | Équipe 1   | Équipe 2   | Résultat |
| 20 septembre 1953 | Luxembourg | Luxembourg | France     | 1 - 6    |
| 4 octobre 1953    | Dublin     | Irlande    | France     | 3 - 5    |
| 25 novembre 1953  | Paris      | France     | Irlande    | 1 - 0    |
| 17 décembre 1953  | Paris      | France     | Luxembourg | 8 - 0    |

| Place | Equipe     | Pts | J | G | N | P | Buts + | Buts - | Diff. |
| 1er   | France     | 8   | 4 | 4 | 0 | 0 | 20     | 4      | +16   |
| 2e    | Irlande    | 4   | 4 | 2 | 0 | 2 | 8      | 6      | +2    |
| 3e    | Luxembourg | 0   | 4 | 0 | 0 | 4 | 1      | 19     | -18   |

## Séjour et hébergement
Les Bleus effectuent un stage préparatoire à Divonne-les-Bains et résident à l'Hôtel du Golf. Ils se rendent ensuite en Suisse et séjournent à Dully.

## Phase finale

### Premier tour
Le premier tour, joué en groupes (quatre poules de quatre), a vu l'application d'une formule originale, basée sur les « têtes de série », qui n'aura lieu que lors de cette édition 1954. Chacune des 4 poules comporte en effet 2 équipes tête de série (désignées par la FIFA selon leur classement par les résultats en matchs officiels et amicaux). Les 2 têtes de série (qui ne s'affrontent pas entre elles) jouent contre les deux autres équipes (qui ne s'affrontent pas non plus entre elles). La France  et le Brésil sont têtes de série de la poule 1 et ne se rencontrent donc pas avant un éventuel match d'appui. La France est battue d'entrée par la Yougoslavie, et, pour rester en course pour la qualification, elle doit espérer que le match de la deuxième journée entre les Brésiliens et les Yougoslaves ait un vainqueur. La France fait ce qu'il faut de son côté en s'imposant contre le Mexique, mais hélas cette victoire ne sert qu'à obtenir la troisième place du groupe, car dans l'autre match le Brésil et la Yougoslavie ont fait match nul, un résultat qui les qualifie tous les deux.
| 16 juin 1954 | Yougoslavie     | 1 - 0   | France | Stade Olympique de la Pontaise, Lausanne            |                                                     |
| 18:00        | Milutinović 15e | (1 - 0) |        | Spectateurs : 27 000 Arbitrage : Benjamin Griffiths | Spectateurs : 27 000 Arbitrage : Benjamin Griffiths |
| 18:00        | (Rapport)       |         |        | Spectateurs : 27 000 Arbitrage : Benjamin Griffiths | Spectateurs : 27 000 Arbitrage : Benjamin Griffiths |

| 19 juin 1954 | France                                                  | 3 - 2   | Mexique                     | Stade des Charmilles, Genève                          |                                                       |
| 17:10        | Jean Vincent 19e · Cárdenas 49e (csc) · Kopa 88e (pen.) | (1 - 0) | Lamadrid 54e · Balcázar 85e | Spectateurs : 19 000 Arbitrage : Manuel Asensi Martin | Spectateurs : 19 000 Arbitrage : Manuel Asensi Martin |
| 17:10        | (Rapport)                                               |         |                             | Spectateurs : 19 000 Arbitrage : Manuel Asensi Martin | Spectateurs : 19 000 Arbitrage : Manuel Asensi Martin |

| Place | Équipe      | Points | Joués | G | N | P | Buts + | Buts - | Diff. |
| 1er   | Brésil      | 3      | 2     | 1 | 1 | 0 | 6      | 1      | +5    |
| 2e    | Yougoslavie | 3      | 2     | 1 | 1 | 0 | 2      | 1      | +1    |
| 3e    | France      | 2      | 2     | 1 | 0 | 1 | 3      | 3      | 0     |
| 4e    | Mexique     | 0      | 2     | 0 | 0 | 2 | 2      | 8      | -6    |

## Source
- Thierry Hubac, 1904-2004. Un siècle en Bleu, Mango Sport, 2004.